# A Scrap in Black and White
A Scrap in Black and White je americký němý film z roku 1903. Režisérem je Alfred C. Abadie (1878–1950). Film trvá necelé dvě minuty a premiéru měl v červenci 1903.

## Děj
Film zachycuje dva chlapce, Afroameričana a bělocha, jak spolu boxují v improvizovaném venkovním ringu. Během druhého kola zápasu se oba zhroutí na zem, což přihlížející dospělí zneužijí a polijí je vodou, čímž je nepříjemně překvapí.